# Abdicaciones de Bruselas
Abdicaciones de Bruselas es la denominación de los sucesivos actos de abdicación de Carlos I de España y V del Sacro Imperio Romano Germánico, que tuvieron lugar en Bruselas a finales de 1555 y comienzos de 1556.

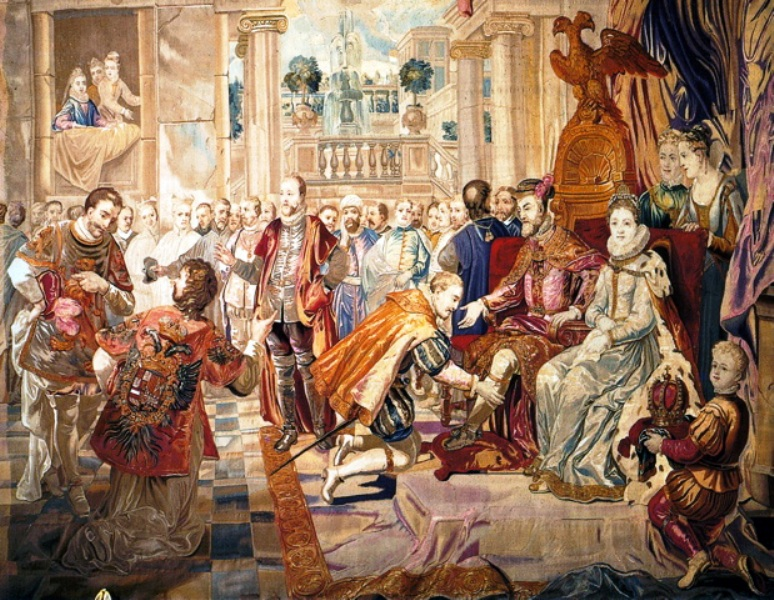
El emperador Carlos, envejecido, adbica en favor de su hijo Felipe II, ante los dignatarios presentes en el palacio de Coudenberg de Bruselas (entre ellos Guillermo de Orange, que años más tarde protagonizará la revuelta de Flandes). Sentada junto al trono, su hermana María, regente de los Países Bajos y reina viuda de Hungría (también moriría en 1558, menos de un mes después que Carlos). Tapiz flamenco del siglo XVIII (Leyniers y Reydams). Hay otras representaciones del episodio.

Pocos meses después de la muerte de su madre (Juana "la loca", reina nominal de Castilla, Aragón, Navarra y Nápoles, recluida desde 1514 en Tordesillas, murió el 12 de abril de 1555), convocó a los miembros de su familia y, ante los procuradores de los Estados de Flandes y Brabante, rodeado de una gran pompa cortesana, entre el 25 y el 28 ("día de San Simón y Judas") de octubre de 1555, se produjeron las denominadas abdicaciones de Bruselas, por las que renunciaba al Imperio en beneficio de su hermano Fernando (la renuncia no fue formalmente aceptada hasta el 3 de mayo de 1558, pero éste ya venía ocupándose de las obligaciones imperiales desde mucho antes -como archiduque de Austria desde 1521 y rey de Romanos desde 1531-) y cedía a su hijo Felipe II (a quien ya había transmitido, en 1540, el ducado de Milán y el reino de Nápoles en 1554, y que era rey consorte de Inglaterra por su matrimonio con María Tudor) los territorios flamencos, borgoñones y españoles (junto con el imperio ultramarino y el resto de territorios italianos). El discurso de aceptación de Felipe, que no dominaba ni la lengua francesa ni la flamenca, tuvo que ser pronunciado por Antonio Perrenot de Granvela.
En realidad, la ceremonia que tuvo lugar en octubre en Bruselas únicamente implicaba a los Países Bajos, puesto que para cada territorio se realizó un acto de abdicación diferenciado; por ejemplo, la escritura de cesión de la Corona de Castilla se otorgó en Bruselas a 16 de enero (o de febrero) de 1556 ante el secretario Francisco de Eraso. La proclamación se hizo efectiva en Valladolid el 28 de marzo del mismo año, cuando al recibir la notificación de la cesión, los gobernadores (Juana y Carlos, hermana e hijo respectivamente de Felipe II) convocaron en Palacio una asamblea solemne a la que acudieron el embajador de Portugal, el 
presidente del Consejo, el almirante de las Indias, los jueces de la Chancillería y otros dignatarios. La cesión del Franco Condado se formalizó el 10 de junio de 1556, cuando se comunicó a los Estados Generales de este territorio, reunidos en Dole.
Previamente a las abdicaciones, Carlos había cedido a Felipe en 1555 la dignidad de Gran Maestre de la Orden del Toisón de Oro.

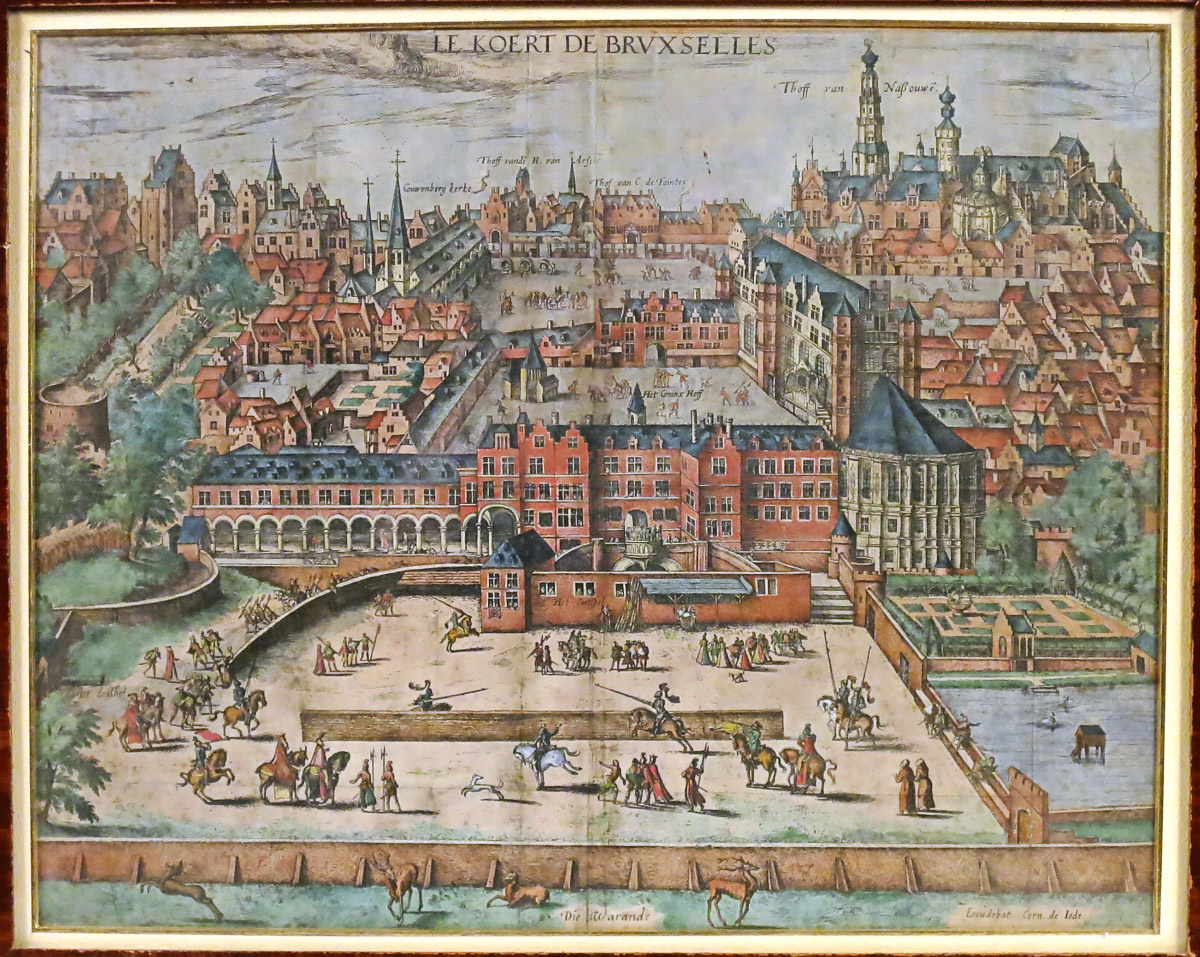
Vista del Palacio de Coudenberg, donde tuvieron lugar varios eventos de las abdicaciones, en un grabado de Cornelis de Jode del sio XVI.

Con el objetivo de no interferir en asuntos políticos, y dedicarse a asuntos espirituales, Carlos se retiró al monasterio de Yuste, donde murió a los pocos años (21 de septiembre de 1558). A los pocos meses, la muerte de la reina de Inglaterra María Tudor (17 de noviembre de 1558), esposa de Felipe II, implicó una aún mayor "hispanización" de los planteamientos políticos de este.